# 天津市第二十五中学

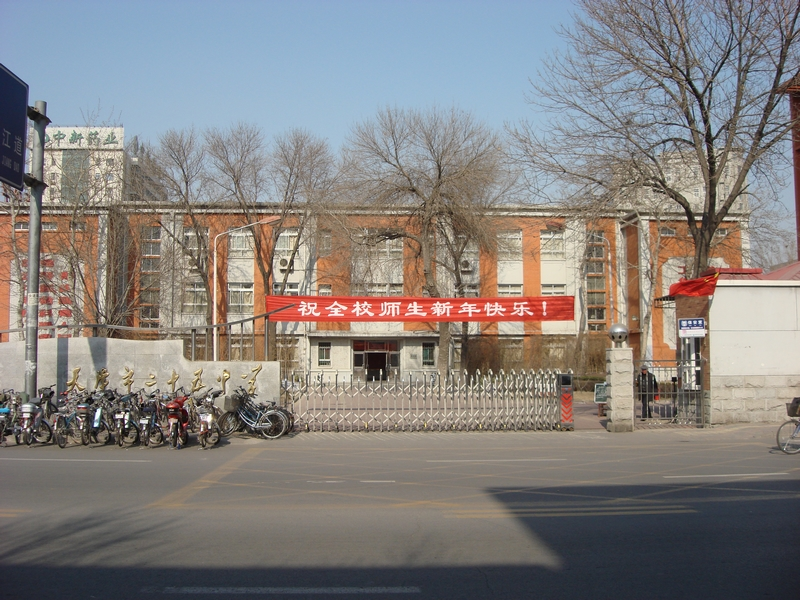
天津市第二十五中学校门

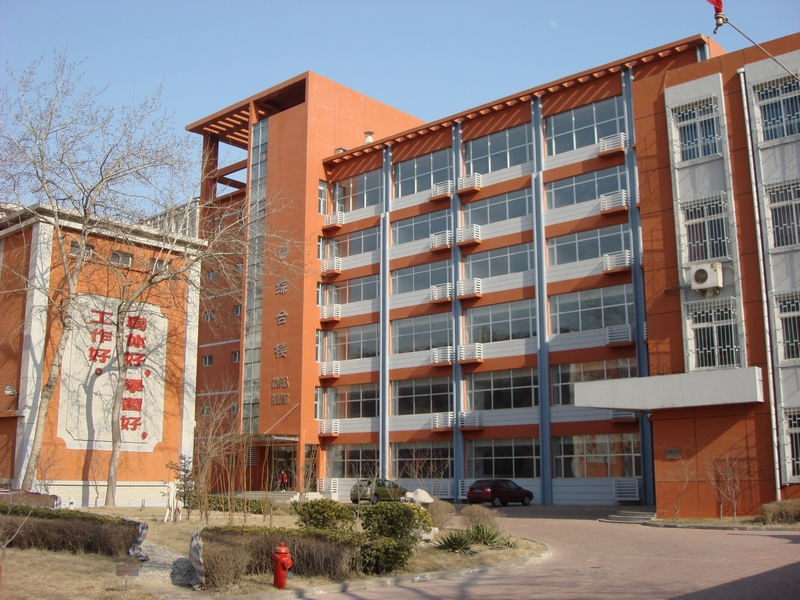
天津市第二十五中学校园

天津市第二十五中学始建于1952年，初名天津市第五女子学校，1954年更名天津市第二十五中学，1958年增设高中，是南开区区属市级重点中学。

## 学校介绍
天津市第二十五中学是天津市“三A”学校、全国中小学德育工作先进集体、天津市文明学校、高中教学质量优秀学校、体育后备人才试点学校。
学校分为初中部和高中部，初中部位于北校区天津市南开区青年路，南校区位于天津市南开区灵隐道。

## 办学特色
高中部88名专任教师中，有特级教师3名，高级教师54名，有全国模范教师、市、区级优秀教师，市级师德标兵，市级三育人先进个人，市级学科带头人5名，区级名教师8名，区级名优班主任15名，每个学科都有德艺双馨的领军人物。全校有教育硕士和研究生近50名，构成一支师德高尚、业务精良、实力雄厚的师资队伍。
2000年该校学生在全国青少年科技发明创造比赛中获银牌。
2001年该校女子篮球队获得天津市高中女篮冠军。

## 资料来源
1. ↑  南开区地方志编修委员会 (编). . 北京: 方志出版社. 2018-09. ISBN 9787514432527.
2. 1 2  、. 中国青年网.   [2010-02-18]. （原始内容存档于2010-01-06）.

## 请参阅
- 位于南开区的天津市重点中学：天津市南开中学、 天津市天津中学